# Phi đoàn
| Cơ cấu Anh                                              | Cơ cấu Mỹ         |
| ------------------------------------------------------- | ----------------- |
| Liên đoàn (group)                                       | Không đoàn (wing) |
| Không đoàn                                              | Liên đoàn         |
| Phi đoàn                                                | Phi đoàn          |
| Phi đội                                                 | Phi đội           |
| Chú thích: thứ tự lớn nhỏ theo chiều từ trên xuống dưới |                   |

Một Phi đoàn không quân, không lực lục quân hay không lực hải quân thường thường có khoảng từ 3 đến 4 phi đội. Một phi đoàn có tổng số từ 12 đến 24 phi cơ, tùy thuộc vào loại phi cơ nào và không lực nào. Trong Lục quân Đế quốc Nhật Bản thời Chiến tranh thế giới thứ hai, ba phi đoàn được xếp thành một trung đoàn không quân. Một số lực lượng không quân trong đó có Không quân Hoàng gia Anh và Không quân Hoa Kỳ cũng dùng thuật từ này cho cả các đơn vị mặt đất của không quân. Tùy theo lực lượng không quân của mỗi quốc gia, trên cấp đơn vị phi đoàn là không đoàn (Không quân Hoàng gia Anh) hoặc liên đoàn (Không quân Hoa Kỳ).

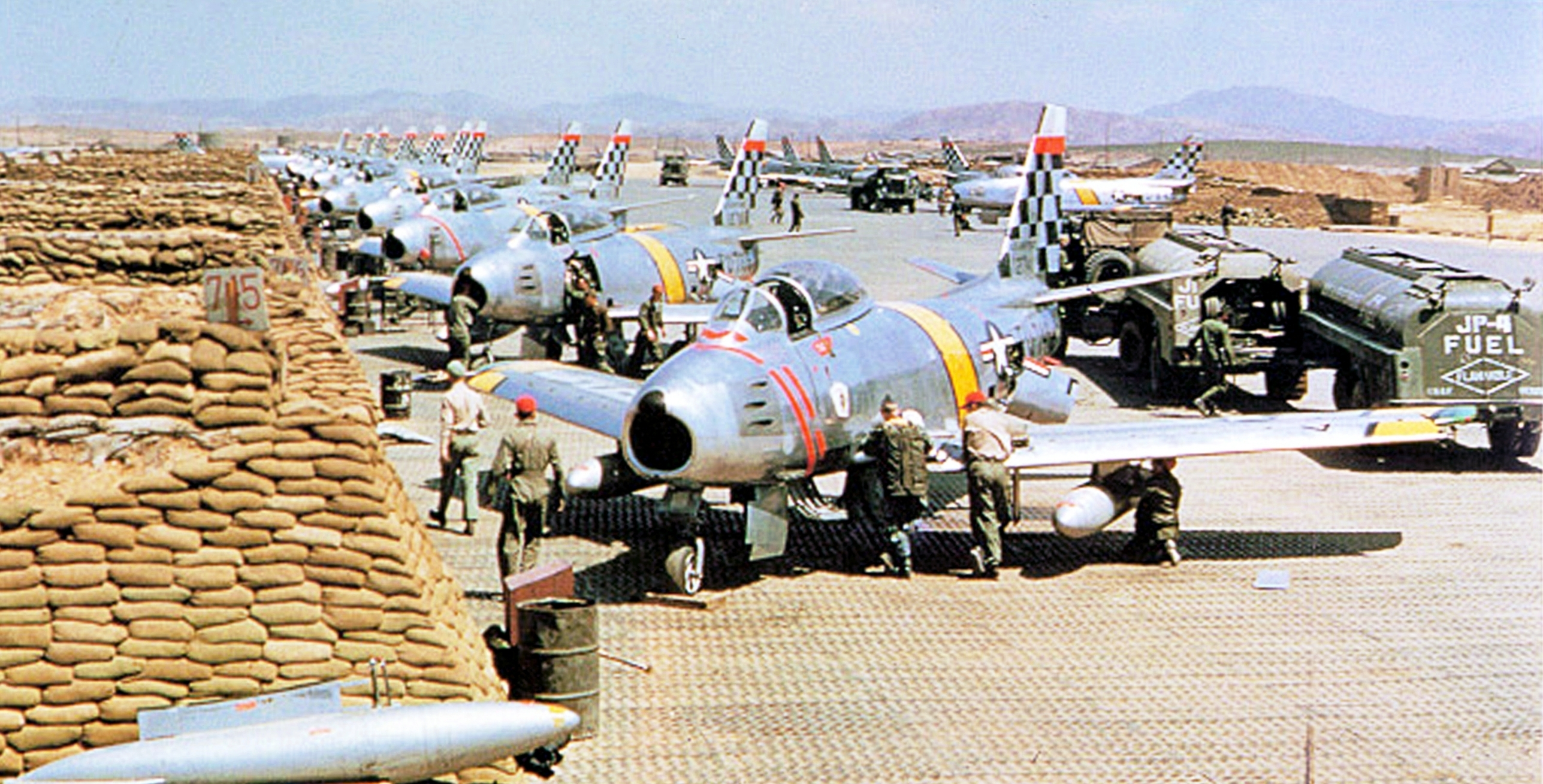
Một phi đoàn tiêm kích F-86 Sabre của Không quân Hoa Kỳ trong Chiến tranh Triều Tiên, 1951.

Trong không lực hải quân, các phi đoàn trên biển và trên bộ thường có số lượng máy bay ít hơn, chỉ gồm 4 máy bay cảnh báo sớm cho đến nhiều nhất là 12 chiếc chiến đấu cơ.
Trong hầu hết các lực lượng vũ trang các nước, hai hay nhiều phi đoàn sẽ tạo thành một liên đoàn bay hoặc một không đoàn. Một số lực lượng không quân (gồm có Không quân Hoa Kỳ, Không quân Hoàng gia Hà Lan, Không quân Bỉ, Không quân Đức, Không quân Cộng hòa Singapore) cũng sử dụng thuật ngữ "phi đoàn" cho cả các đơn vị mặt đất (ví dụ: phi đoàn radar, phi đoàn tên lửa, phi đoàn bảo dưỡng, phi đoàn an ninh, phi đoàn công trình dân dụng, phi đoàn tác chiến tầm bắn, phi đoàn quản lý tầm bay, phi đoàn thời tiết, phi đoàn quân y, v.v.).

## Đức
Khi Chiến tranh thế giới thứ nhất, Quân đội Đế quốc Đức sử dụng thuật ngữ staffel (tức Phi đoàn), còn các quân Áo-Hung và Thụy Sĩ dùng từ đại đội. Trong Không quân Đức hiện đại thì biên chế staffel là cấp tiểu đoàn, còn biên chế hỗ trợ staffel trên mặt đất là cấp đại đội. Ví dụ: Những đơn vị phòng thủ căn cứ không quân chính là các phi đoàn (tiếng Đức, số nhiều: Staffeln) được lập thành tiểu đoàn. Các đơn vị phòng không tên lửa trên mặt đất cũng là các phi đoàn tương đương đại đội (trong trường hợp này là khẩu đội) (staffeln).

## Thuỵ Điển
Không quân Thụy Điển đã áp dụng những truyền thống giống hệt hải quân trong những năm hình thành và vì lí do lịch sử đó, người ta gọi các phi đoàn của họ là sư đoàn (số nhiều: divisioner). Chúng được nhóm lại thành các flygflottiljer. Trong Chiến tranh Lạnh, quân chủng Lục quân, Hải quân và Không quân Thụy Điển đều có lực lượng máy bay trực thăng không thể thiếu của riêng họ. Sau khi nó kết thúc, cùng với việc cắt giảm và cải cách lực lượng vào giữa những năm 90, các lực lượng của mỗi quân chủng này được hợp nhất vào Không đoàn Trực thăng Lực lượng Vũ trang Thụy Điển như một quân chủng, độc lập với ba nhánh kia của lực lượng vũ trang chính. Không đoàn Trực thăng đã dùng thuật ngữ skvadron từ Không lực Lục quân Thụy Điển trước đây cho các đơn vị của họ, là phi đoàn theo ngữ nghĩa tương đương với đại đội lục quân. Vào đầu những năm 2000, Không quân Thụy Điển đã tiếp nhận Không đoàn Trực thăng làm không đoàn không quân chiến đấu thứ tư của họ. Khác với Không lực Hoa Kỳ vốn có các tên gọi căn cứ và đơn vị đóng quân tại căn cứ đó không liên quan gì đến nhau, thì tên của không đoàn (flotilla) nói chung được coi là đồng nghĩa với danh xưng của căn cứ nơi đơn vị đó đóng quân. Ví dụ, căn cứ nơi không đoàn F 10 đóng quân (ở Ängelholm) thường được gọi thẳng là F 10, mặc dù nó là tên của đơn vị chiến thuật. Nói chung, điều này chỉ áp dụng miễn là có một cánh quân đóng tại căn cứ. Trường hợp điển hình là căn cứ không quân Uppsala-Ärna, một sân bay quân sự đang hoạt động nhưng vì đơn vị chiến thuật đóng tại đó đã bị giải tán nên nó không còn được gọi là F 16 nữa. Những quy ước đặt tên này đã được kế thừa từ hải quân, quê hương của hàng không quân sự nước Thụy Điển.

## Vương quốc Anh và Khối Thịnh vượng chung
Trong những năm đầu của chiến trường trên không trung trong Chiến tranh thế giới thứ nhất và đặc biệt là với sự bế tắc ở các chiến hào, máy bay quân sự ở tiền tuyến đã phần nào đảm nhiệm hết vai trò trinh sát của kỵ binh. Với ý nghĩ đó, Đoàn bay Hoàng gia Anh đã cho thông qua danh pháp phi đoàn. Sau khi hợp nhất Đoàn bay Hoàng gia và Binh chủng Không lực Hải quân Hoàng gia thành một Lực lượng Không quân Hoàng gia độc lập, quân chủng mới này đưa ra hệ thống cấp hàm của riêng họ, viên chỉ huy của các phi đoàn thì trở thành Phi đoàn trưởng.
Sự tinh vi nhanh chóng trong công nghệ và chiến thuật tác chiến dẫn đến việc nâng cao yêu cầu, trình độ của các sĩ quan ở các vị trí chỉ huy của những phi đoàn bay RAF được nâng cấp trong thời kì hậu Chiến tranh thế giới thứ hai từ cấp phi đoàn trưởng lên không đoàn trưởng. Ngày nay, các phi đoàn bay của RAF là cấp tiểu đoàn, còn các phi đoàn hỗ trợ chiến đấu và phục vụ mặt đất như phi đoàn thông tin liên lạc / hành chính là cấp tương đương đại đội, và vẫn thường được chỉ huy bởi các trưởng phi đoàn trưởng
Trong Đoàn Huấn luyện Không quân của Vương quốc Anh và nhiều quốc gia thuộc Khối Thịnh vượng chung, một phi đoàn là một nhóm học viên sĩ quan diễu binh thường xuyên.

## Hoa Kỳ
Trong Lực lượng Không quân Hoa Kỳ, phi đoàn là đơn vị tổ chức chính yếu. Tập hợp của hai hoặc nhiều phi đoàn của Không quân Mỹ sẽ được chỉ định thành một liên đoàn bay, từ hai liên đoàn bay trở lên sẽ được chỉ định là một không đoàn.
Phi đoàn của Không quân Hoa Kỳ có thể là các đơn vị bay gồm cả phi công và tổ bay, với các tên gọi như là phi đoàn chiến đấu cơ, phi đoàn oanh tạc cơ hoặc phi đoàn không vận. Các phi đoàn chiến đấu cơ có thể hỗ trợ từ 18 đến 24 máy bay, trong khi ở các phi đoàn có loại máy bay lớn hơn (ví dụ: máy bay ném bom, vận tải, trinh sát) thì hỗ trợ ít máy bay hơn. Tuy nhiên, các đơn vị không bay (mặt đất) cũng tồn tại ở cấp phi đoàn, chẳng hạn như phi đoàn tên lửa, phi đoàn bảo dưỡng, phi đoàn tình báo, phi đoàn quân y vũ trụ, phi đoàn an ninh, phi đoàn kỹ thuật dân dụng và phi đoàn hỗ trợ lực lượng, v.v.
Trái ngược với cơ cấu tổ chức của các đơn vị Không quân Hoa Kỳ, nơi các phi đoàn bay có sự tách biệt với các phi đoàn bay thực hiện nhiệm vụ hành chính, bảo trì máy bay hay chức năng hỗ trợ khác, thì các phi đoàn bay trong không lực hải quân Mỹ (ví dụ: Hải quân Hoa Kỳ và Thủy quân lục chiến Hoa Kỳ) thường chứa cả chức năng hỗ trợ hành chính bổ sung thêm, chức năng bảo trì máy bay cấp tổ chức, cộng với tất cả quân nhân trong đơn vị, như một phần của tổng biên chế phi đoàn. Một vài trường hợp ngoại lệ là công tác giám sát phần lớn các chức năng dưới mặt đất này được giao cho những phi công và sĩ quan bay hải quân như "nhiệm vụ mặt đất" của họ, bên cạnh những nhiệm vụ bay thông thường.
Một vài ngoại lệ, hầu hết các phi đoàn bay của Hải quân Hoa Kỳ được chỉ huy bởi những sĩ quan hàng không cấp trung tá hải quân. Ngoại lệ chủ yếu là các Phi đoàn Thay thế Hạm đội (FRS), mặc dù không phải lúc nào cũng được chỉ huy bởi những thượng uý hay đại uý hàng không. Sĩ quan chỉ huy (CO) của các phi đoàn bay Hải quân Hoa Kỳ mà không phải là đơn vị FRS, sẽ được hỗ trợ bởi một Cán bộ điều hành (XO) cùng cấp bậc, là người có chức năng như một phó chỉ huy và cũng là người cuối cùng sẽ "đội lên" và giải thể CO với tư cách là CO kế nhiệm.
Trong Không lực Thủy quân lục chiến Hoa Kỳ (USMC), ngoài các đơn vị bay có phong cách tương tự như các đối tác của Hải quân Hoa Kỳ, thì danh pháp "phi đoàn" trong lực lượng này cũng được sử dụng để chỉ set all of the groups of support. Các phi đoàn này bao gồm: sở chỉ huy không đoàn, chỉ huy đường không chiến thuật, kiểm soát trên không, hỗ trợ trên không, hậu cần trên không, hỗ trợ không đoàn và liên lạc thông tin phi đoàn trên không đoàn. Ngược lại với đối tác USN (Hải quân) của họ, thì phi đoàn bay và phi đoàn hỗ trợ đường không của USMC mà có sĩ quan chỉ huy (CO) ở cấp trung tá, thì có thể không có cán bộ điều hành (XO), tuy cơ chế này đang dần đổi thay giống với bên Hải quân. Cán bộ điều hành của Phi đoàn bay USMC là các sĩ quan được chỉ định cấp bậc Trung tá hoặc Thiếu tá.
Cũng trái ngược với các phi đoàn bay của Không quân, hầu hết các phi đoàn Không lực Hải quân Hoa Kỳ chiến thuật trên biển / trên bộ (tức USN và USMC), các phi đoàn phó huấn luyện và phi đoàn thử nghiệm đánh giá, thì thường không được có nhiều hơn 12 máy bay ủy quyền / chỉ định tại bất kì phi đoàn nào. Trường hợp ngoại lệ là phi đoàn trực thăng USN đối phó mìn (17 MH-53), phi đoàn trực thăng cánh xoay USMC được chỉ định như Phần tử Không chiến (ACE) của Đơn vị Viễn chinh thủy quân lục chiến (MEU), (12 MV-22, 6 AH-1, 4 CH-53, 3 UH-1 và 6 AV-8). Các phi đoàn khác với số lượng lớn loại Máy bay Chính Chỉ định (PAA) bao gồm: phi đoàn trực thăng hạng nặng của Thủy quân lục chiến (16 CH-53), phi đoàn trực thăng tấn công / hạng nhẹ của Thủy quân lục chiến (18 AH-1 và 9 UH-1), và phi đoàn tấn công của Thủy quân lục chiến (16 AV-8).
Mặc dù là một phần của Không lực hải quân Hoa Kỳ, các đơn vị hàng không của Lực lượng Tuần duyên Hoa Kỳ tập trung vào một căn cứ hàng không hoặc cơ sở hàng không, so với một phi đoàn hay cơ cấu tổ chức liên đoàn/không đoàn. Trường hợp ngoại lệ là Phi đoàn Trực thăng Tuần duyên (HITRON), đội chủ yếu tham gia vào các hoạt động ngăn chặn chống ma tuý (CN).
Trong nhánh Không lực Lục quân Hoa Kỳ, các đơn vị bay được tổ chức thành các tiểu đoàn hoặc phi đoàn (sau này chỉ dành cho không kỵ) báo cáo cho một lữ đoàn bay. Các hoạt động bảo dưỡng máy bay thường được giao cho một đại đội bảo trì hoặc một thành phần trong tiểu đoàn hoặc lữ đoàn.

## Phi đoàn ở các quốc gia khác
Một escadron là một đơn vị cũng tương đương trong Lực lượng Không quân và Vũ trụ Pháp (Armée de l'air et de l'espace). Nó thường được chia thành các escadrilles gồm 8 phi cơ.
Mặt khác, Lực lượng Không quân Hoàng gia Canada và Không quân Bỉ dùng từ escadrille tương đương với phi đoàn. Không quân Ý dùng từ gruppo (nghĩa là nhóm) để chỉ các phi đoàn của họ, Không quân Chile cũng như vậy (grupo de aviación). Không quân Bồ Đào Nha (esquadra) và Không quân Ba Lan (eskadra taktyczna, tiếng Ba Lan có nghĩa là phi đoàn chiến thuật) sử dụng thuật ngữ phi đoàn với nguồn gốc là từ hải quân chứ không phải lục quân. Không quân Séc và Không quân Slovakia dùng thuật ngữ chung là Letka làm tương đương cho phi đoàn. Không quân Thổ Nhĩ Kì (filo) và Không quân Hy Lạp (μοιρα αεροπορικής (mira aeroporikis) - phi đoàn hàng không) thì dùng loại cách gọi phi đoàn có nguồn gốc từ lục quân. Không quân Hoàng gia Na Uy sử dụng từ skvadron cũng bắt nguồn từ lục quân. Không quân Hungary cũng vậy với từ repülőszázad (tiếng Hungary có nghĩa là phi đoàn máy bay hoặc phi đoàn bay; thuật ngữ tương đương của đại đội kỵ binh là század).
Nhiều quốc gia Đông Âu đều sử dụng thuật ngữ có từ nguyên từ từ escadrille trong tiếng Pháp: Không quân Nga - Эскадрилья (eskadril'ya), Không quân Ukraine - Ескадрилья (eskadril'ya), Không quân Belarus - Эскадрыльля (eskadryil'ya), Không quân Romania - escadrila, Không quân Bulgaria - Ескадрила (eskadrila), Không quân Serbia - Ескадрила (eskadrila), Không quân Croatia - eskadrila. Không quân Hoàng gia Đan Mạch sử dụng eskadrille, cũng có nguồn gốc từ escadrille của Pháp.